# Jan-Magnus Bruheim
Jan-Magnus Bruheim (Skjåk, 15 de febrero de 1914-ibidem, 10 de agosto de 1988) poeta y escritor infantil noruego ganador del Premio Dobloug en 1963.